# Eskandar
Eskandar bzw. Eskender (äthiop. እስክንድር, auch Alexander genannt; Thronname allerdings Qostantinos, ቆስጠንጢኖስ; daher auch Konstantin genannt) (* 15. Juli 1471; † 1494) war von 1478 bis 1494 Negus Negest (Kaiser) von Äthiopien.  
Er war ein Sohn des Kaisers Beyde Maryam I. und dessen Linker Baltihat Romane (auch Romne genannt). Eskandar entstammte der regierenden Salomonischen Dynastie.
Nach dem plötzlichen Tod seines Vaters am 8. November 1478 wurde Eskandar in aller Eile als neuer Kaiser auf den Thron gesetzt. Da er zu dieser Zeit noch minderjährig war, übten in seinem Namen drei Regenten die Macht in Äthiopien aus: seine Mutter Romne führte die Armee; der Aqaba Seat (Abt) des Klosters im Hayksee, Tesfa Giyorgis, war für alle kirchlichen, rechtlichen und administrativen Angelegenheiten zuständig; und der Bitwoded Amda Mikael führte alle anderen Staatsgeschäfte. Der Bitwoded Bedalarad als vierter Regent wurde schon kurze Zeit nach der Thronbesteigung Eskandars seiner Ämter enthoben und vom kaiserlichen Hof verbannt. Die Machtausübung durch die drei Regenten führte schon bald zu offenen Auseinandersetzungen mit den anderen Machthabern und Würdenträgern des Reiches, die sich nicht dem Befehl ihnen gleichgestellter Würdenträger unterstellen wollten. Unter der Führung von zwei Mönchen kam es zu einer ersten Verschwörung, die jedoch aufgedeckt wurde. Die beiden Anführer erhielten eine Prügelstrafe und wurden verbannt. Auch in den weiteren Jahren der Regierung Eskandars kam es immer wieder zu Verschwörungen gegen die drei Regenten, die aber jedes Mal scheiterten.
Obwohl Eskandar mit zunehmendem Alter immer selbstbewusster auftrat und schließlich als Oberbefehlshaber der Armee an Feldzügen teilnahm, konnte er sich nie vollständig aus der Vormundschaft des Triumvirats der drei Regenten befreien. Allerdings wurde der junge Kaiser in den Augen der Regenten zusehends zur Gefahr für ihre Herrschaft und ihre Gefolgsleute. Der kaiserliche Heerführer Zesillus ließ Kaiser Eskandar schließlich während eines Feldzuges gegen einen rebellierenden Volksstamm im Frühjahr des Jahres 1494 in einer Nacht im Heerlager ermorden.
Der Tod des Kaisers führte sofort zu einem Krieg um die Nachfolge zwischen den unterschiedlichen Machtgruppen des Reiches. Während der Bitwodded Amda Mikael seinen Kandidaten, Eskandars minderjährigen Sohn Endreyas, auf den Thron setzen wollte, favorisierte ein Teil der weltlichen Machthaber Eskandars Bruder Na’od I. Dritter Thronkandidat war Enqo Israel, ein weiterer Bruder Eskandars, der von Zesillus und der Kaiserin Eleni, der Rechten Baltihat des verstorbenen Kaisers Beyde Maryam I., auf den Thron gesetzt werden sollte. In den Auseinandersetzungen konnte schließlich Amda Mikael seinen Kandidaten Endreyas durchsetzen. Zisellus, der den Mord an Eskandar angestiftet hatte, wurde in dem Bürgerkrieg von den Truppen Amda Mikaels unter Führung von Tekle Kristos geschlagen. Die dem toten Kaiser treu ergebenen Soldaten stachen Zisellus die Augen aus und töteten ihn schließlich.
Kaiser Eskandar wurde am 8. Mai 1494 im Kloster von Gozzam in Debre Werq beigesetzt. 
| Vorgänger     | Amt                            | Nachfolger     |
| ------------- | ------------------------------ | -------------- |
| Ba’eda Mariam | Kaiser von Äthiopien 1478–1494 | Amda Seyon II. |

| Personendaten    | Personendaten                      |
| ---------------- | ---------------------------------- |
| NAME             | Eskandar                           |
| ALTERNATIVNAMEN  | Alexander; Qostantinos; Konstantin |
| KURZBESCHREIBUNG | Kaiser von Äthiopien (1478–1494)   |
| GEBURTSDATUM     | 15. Juli 1471                      |
| STERBEDATUM      | 1494                               |